# U183 (潜水艦)
U183は第二次世界大戦時のドイツ海軍の潜水艦。IXC/40型。

## 艦歴
ブレーメンのAGヴェーザー社で建造。1940年8月15日発注。1941年5月28日起工。1942年1月9日進水。4月1日就役。初代艦長はハインリヒ・シェーファー（Heinrich Schäfer）少佐。
「U183」はまず訓練部隊である第4潜水隊群に編入された。
1942年9月19日、または18日、キールより北大西洋へ出撃。10月1日にはロリアンに司令部を置く第2潜水隊群に編入された。「U183」はルクスグループに加わってSC101船団攻撃に参加したが戦果はなかった。次いで「U183」はパンターグループに加わった。同グループはSC103船団、ONS136船団、ON137船団を攻撃したが、この時も「U183」は戦果を挙げられなかった。12月23日、「U183」はセーブル島の南西約200浬でONS146船団に加わっていたイギリス商船「エンパイア・ダブチック（Empire Dabchick、6089トン）」を撃沈した。12月23日、ロリアンに帰投。
1943年1月30日、ロリアンよりカリブ海へ向け出撃。途中、ハルテルツグループに加わるが、このグループによる戦果はなかった。3月、ユカタン半島沖に到着。3月11日、キューバのサン・アントニオ岬の西約30浬でホンジュラス商船「オランチョ（Olancho、2493トン）」を撃沈した。5月13日、または5月3日、ロリアンに帰投。
7月、「U183」はモンスーングループの一隻としてインド洋へ向かう。「U183」は7月3日にロリアンを出撃し、9月半ばからインド洋で通商破壊戦に従事したが戦果はなかった。10月30日、ペナンに到着。この航海でシェーファーは精神状態が悪化し、11月11日のシンガポール到着後に艦長の任を解かれた。次の艦長には「U511」の艦長であったフリッツ・シュネーヴィント（Fritz Schneewind ）大尉が就任した。
1944年2月10日、ペナンよりヨーロッパへ向けて出航する。この時「U183」はゴム、タングステン、アヘン、キニーネといった物資を積んでいた。しかし、支援船が撃沈されたことでヨーロッパへの帰還は困難となった。「U183」は2月29日にイギリス船「パルマ（Palma、5419トン）」を撃沈し、3月9日にはアッドゥ環礁で貯蔵庫として使われていた「ブリティッシュ・ロイヤルティ」を攻撃して着底させた。3月21日、ペナンに帰投。
5月17日、ペナンより出撃。6月5日にアッドゥ環礁の南南東約300浬でイギリス船「ヘレン・モーラー（Helen Moller、5259トン）」を撃沈して7月7日にペナンに帰投した。
10月、「U183」はバッテリー交換のため神戸へ向かった。
1945年2月22日、神戸出航。3月9日にバタヴィアに到着した。
4月21日、フィリピン沖へ向けバタヴィアより出撃。4月23日、「U183」はバウェアン島北方のジャワ海でアメリカ海軍潜水艦「ベスゴ」に発見された。「ベスゴ」は魚雷6本を発射し、1本が命中して「U183」は沈没した。攻撃を受けたとき見張りをしていた者1名のみが助かり、「ベスゴ」に救助された。